# 计划生育

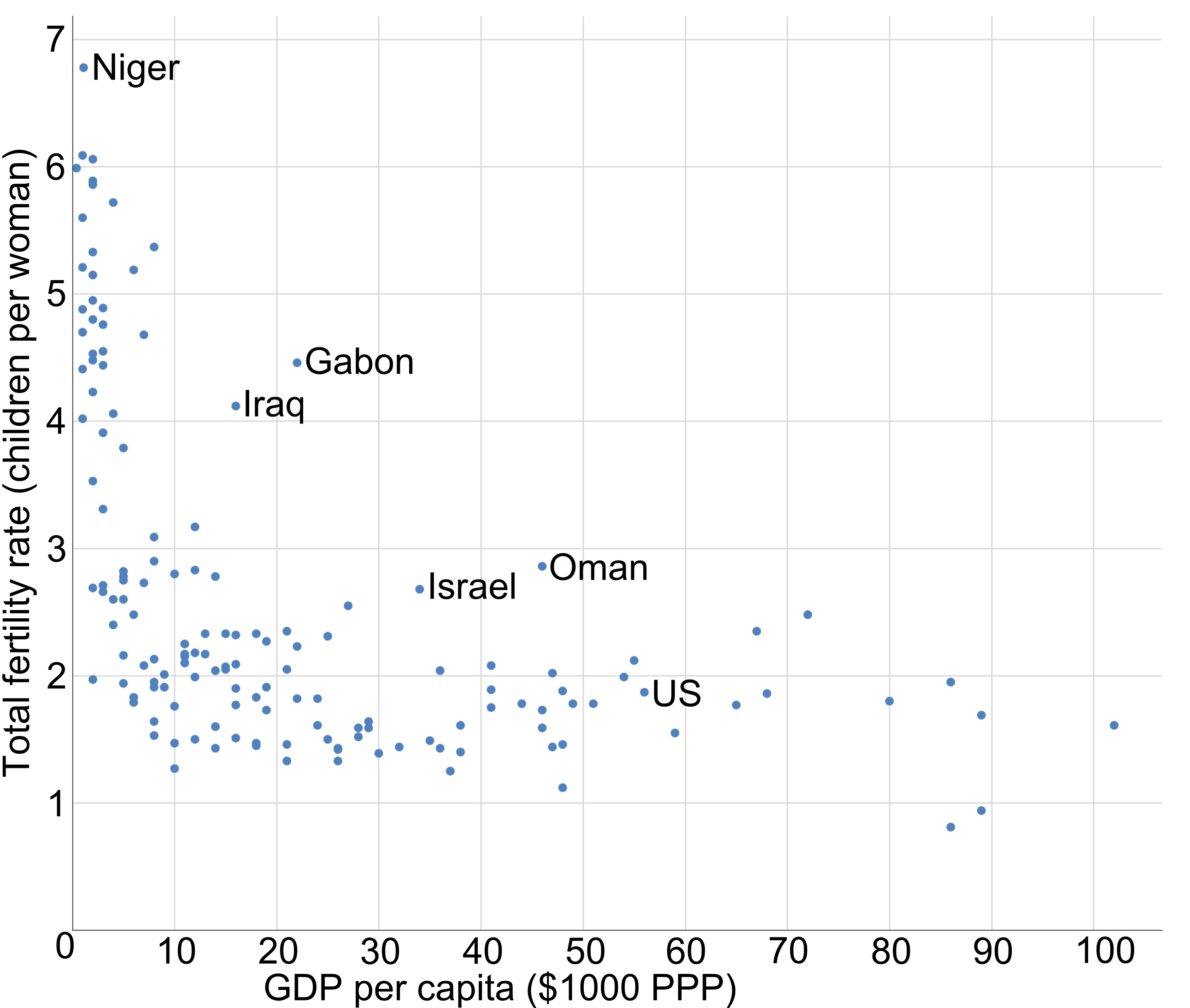
生育率与人均GDP对比

计划生育（英語：family planning），又称家庭计划、節制生育，常见方法有生育控制、增加家庭生育的间隔时间，从而减轻人口压力与家庭负担。早在公元1798年，英国牧师托马斯·罗伯特·马尔萨斯发表《人口学原理》，他认为只有自然原因、灾难、道德限制和罪恶才能限制人口过度增长。联合国《国际人口与发展会议行动纲领》明确规定：“计划生育方案的目标必须使夫妇和个人能自由和负责任地决定其生育数量和生育间隔、拥有这样做的信息和手段、确保知情选择和全面提供安全有效的方法。⋯⋯不应采用任何形式的强迫形式。⋯⋯政府的计划生育目标应针对信息和服务的不足。人口目标尽管是政府发展战略的一个合理部分，但不应以指标或配额方式强迫推行计划生育。”
目前世界上有多个国家实行以鼓励为主的少生优生政策，如孟加拉国。历史上，20世纪晚期，南美洲的秘鲁曾经对原住民印第安人进行强制人口控制，声称目的为消灭贫困。

## 国际组织
世界上人口和生殖健康领域最大的资助机构是联合国人口基金。该基金指出，“关于计划生育的决定必须完全出于自愿”。
与计划生育相关的非政府组织有国际计划生育联合会。

## 世界各地

### 亚洲

#### 马来西亚
1966年，马来西亚国会通过《国家计划生育法》，成立了国家计划生育委员会，通过制定政策和方法以促进和传播计划生育知识和实践。然而，该政策在1984年被时任首相马哈迪·莫哈末废除。

#### 韩国
韩国自6.25韩国战争后，人口开始激增，1960年总人口近2500万，一直这样下去的话，韩国人口会暴增。由于当时的生活水平低，国民生产总值不到100美元，于是政府果断设立计划生育协会，开始在举国上下实行计划生育。上世纪6、70年代的计划生育可以说是节育运动，为了抑制人口剧增，鼓励人们少生子女，以当时的计划生育标语与口号可见一斑，如“多生受苦，少生优育”、“不分性别，两个孩子恰恰好”等等。到了70年代，政府根据各地情况，还分配各地的节育手术目标人数，移动手术车辆还会访问偏远地区，给居民免费进行结扎手术，并向接受手术的家庭提供优先入住公共住宅的优惠等。在政府的推动下，计划生育政策迅速见效，妇女的人均生产人数从70年代的4.5人减少到80年代的2.8人。在80年代，在电视上还可以看到鼓励家庭只生一个孩子的公益广告。政府的计划生育政策到90年代后期才告停止，因为出生率已跌至1.6人。

#### 中國大陸

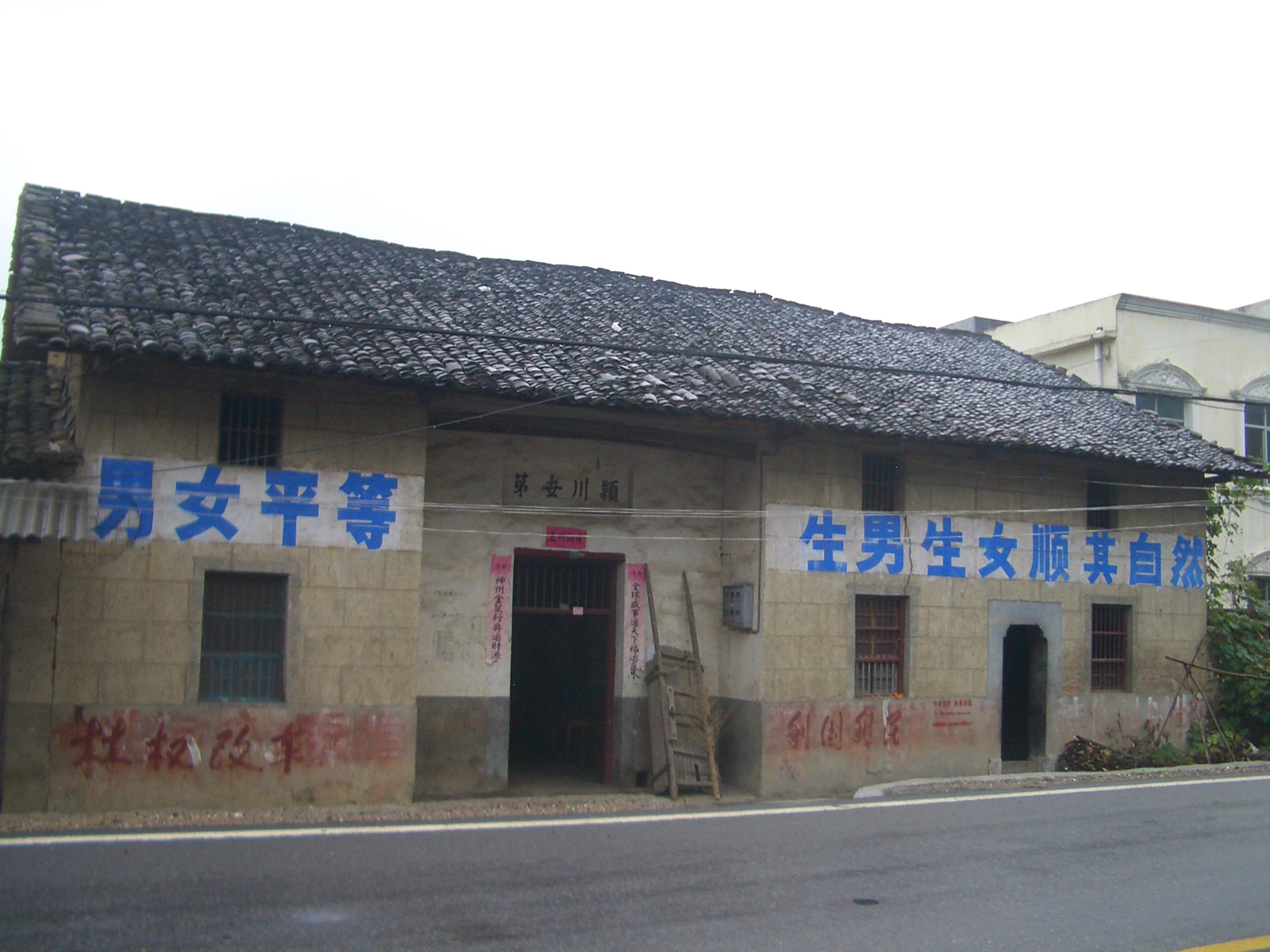
摄于湖北通山乡村的计划生育标语

中国人民共和国成立初期，中国政府曾鼓励生育，并效仿苏联给予生育多的妇女以“英雄母亲”、“光荣母亲”的荣誉称号。 1953年，在时任北京大学校长、人口学家马寅初等人的提议下，中国政府开展了第一次全国人口普查，结果显示中国总人口突破6亿，比1949年增长超过1亿多人口、人口自然增长率超过20‰。 马寅初等人随即带队进行调查研究，并多次向中共中央和中国政府提出要进行“计划生育”、“控制人口”，获得刘少奇、周恩来等领导人的认可，但随后受到毛泽东、康生、陈伯达等人的反对，而1957年“反右运动”起马寅初逐渐遭到全国范围的批判，并于1960年被迫辞去北大校长职务、随后遭到软禁。 期间，毛泽东等人于1958年发起的“大跃进”直接造成三年困难时期，据各方估计有数千万人非正常死亡，1962年后即出现婴儿潮。 因此，在1970年以前，各种因素导致中国的计划生育并未广泛实行。截止1964年，第二次全国人口普查显示中国总人口达7.23亿，而截止1969年中国总人口超过8亿。

1970年代初期，毛泽东等人的态度发生转变，中国政府开始实行计划生育，在第四个五年计划中提出“一个不少，两个正好，三个多了”的口号。 1973年，第一次全国计划生育汇报会中提出“晚、稀、少”的政策，要求晚婚、一对夫妇两次生育间隔3年以上、生育不超过两个孩子。 1976年，毛泽东逝世，中国人口数量到达9.3亿。 1978年底，邓小平成为中国第二代最高领导人，主导拨乱反正、马寅初等人被平反，而在邓小平、陈云、华国锋、李先念等人的推动下，自1980年起中共中央在全国范围内普遍提倡“一对夫妇只生育一个孩子”。 各地在中央要求下陆续出台了计划生育规定，对违规生育者给予经济和行政的严厉处罚。除个别省份农村实行两孩政策外，全国城乡普遍实行一胎化政策。1982年，钱信忠任国家计划生育委员会主任，他提出“一胎上环，二胎绝育”。这种强制上环、强制绝育、强制流产的政策在一些地区沿用至今，对人民健康尤其是強制墮胎對妇女健康造成很大伤害，也涉嫌侵犯人权，特別是女权。

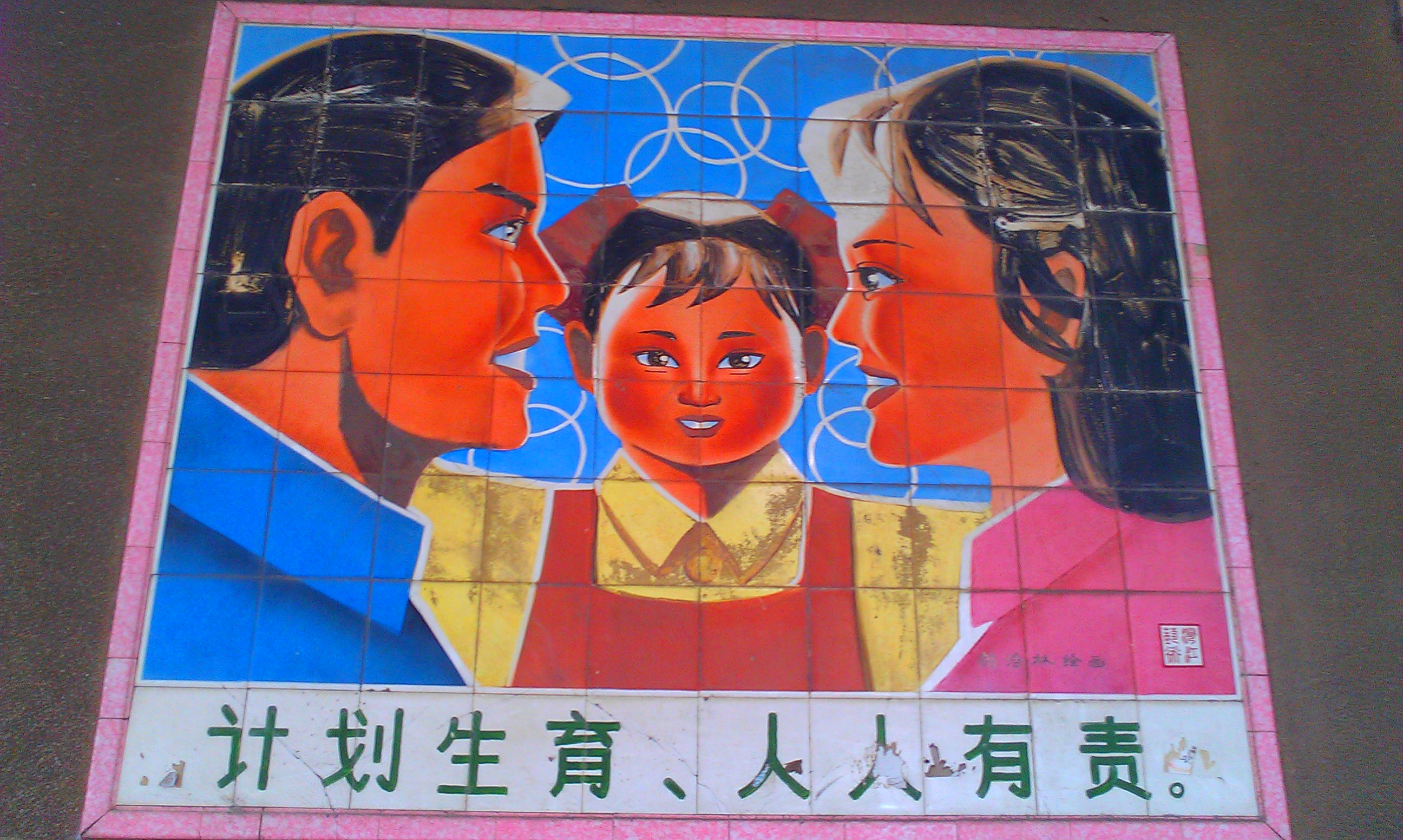
廣東省江門市新會區會城鎮拍攝的計劃生育瓷畫

1984年起，计划生育政策又有多次调整。如2013年启动实施的「单独两孩」政策，即夫妻一方是独生子女可生育两个孩子。以往中华人民共和国的计划生育政策要求一对夫妇生育一名子女，可以生育两个子女的常见情况有：农村夫妻第一胎为女孩（一孩半），夫妻一方为独生子女（单独两孩），第一胎为无法成为劳动力的残疾儿，以及部分地区的少数民族夫妻。再婚夫妇总计只有一个子女的可以再生育一个子女。2015年10月29日，中共十八届五中全会正式通過全面的二孩政策，允许中华人民共和国所有的夫妇拥有两名小孩，以试图扭转中华人民共和国社会人口老龄化和适龄劳动力逐年短缺的问题。
中华人民共和国实行的“计划生育”存在的问题包括：
- 人口结构性别失衡，原因是華人傳統社會的重男轻女思想和农村的一孩半政策；（一孩半不会引起性别失衡）
- 独生子女家庭老人的“养老问题”；
- 超生家庭需要缴纳罚款，在一定程度上给了富人多生小孩“留后门”；（可以买卖的生育权）
- 基层政府计生工作中的野蛮、粗暴和不人性行为；

另外由于中华人民共和国政府强制执行该政策，对官员考核实行“一票否决制”（即如果一胎化执行不成功，官员其他各方面做得再好也要被淘汰），一胎化政策得到了持续执行。直到近年，很多地方政府为了达到计划生育指标，仍然不惜采取一些反人权的甚至非法的手段强迫孕妇堕胎。而且民众由于“违反”（公开的法律文件中，只是提倡民众实行一胎化，但事实上是强制执行该提倡）计划生育政策而缴交的巨额罚款，至今仍然没有公开其资金流向。
1990年以来，中华人民共和国人口的结构问题日趋凸显。老龄化问题日益突出。新生儿性别比極高，因傳統重男輕女觀念導致20多年来多生了3000万男孩，適婚男女比例失衡，计划生育的目标和理论依据受到广泛质疑。为了调整人口结构，最终于2015年秋，开始重新修订《中华人民共和国人口与计划生育法修正案》，将生育子女数提升至两个，并移除相关限制和奖励，2015年12月27日，在第十二届全国人大常委会第十八次会议审议通过，2016年1月1日正式生效，结束35年的一胎制政策。
2018年3月，全國兩會通過了机构改革，将国家卫生和计划生育委员会撤销，并入新成立的「國家衛生健康委員會」。2018年9月11日，國家衛健委宣布完全撤銷與计划性生育有關的三個機構，生育政策由人口监测与家庭发展司負責。
2021年5月，中共中央总书记习近平主持召开中共中央政治局会议，审议《关于优化生育政策促进人口长期均衡发展的决定》，急转并宣布实施一对夫妻可以生育三个子女政策及配套支持措施，进一步提前规划优化生育政策。
2022年7月28日，国务院办公厅建立国务院优化生育政策工作部际联席会议制度，同时撤销国家卫生和计划生育委员会计划生育兼职委员制度，统筹协调全国优化生育政策工作。

#### 香港

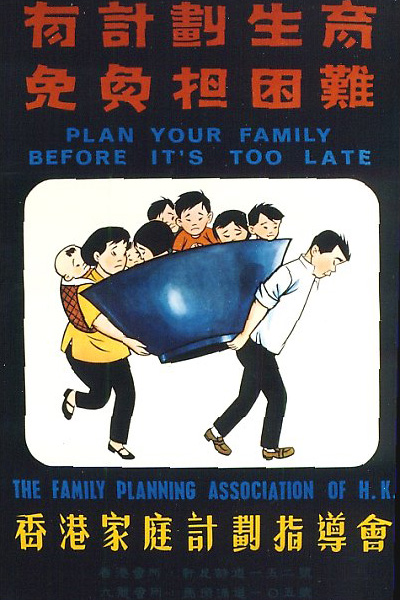
1952年香港家庭計劃指導會的宣傳海報

1945年香港重光時的香港人口只有60萬人，但戰後由1945年持續至1965年出現嬰兒潮，在這段時期的高出生率及中國內戰造成的逃港潮，在1965年的香港人口已激增至360萬人，不論醫療、教育及房屋都明顯趕不上人口增長的需求。為了舒緩人口壓力，香港在1970年代初提倡節育，香港家庭計劃指導會在1975年推出宣傳片推廣「兩個夠哂數」（两个就够了），即建議每對夫婦只生育兩個孩子就夠了，並且提到生育三個以上小孩只會造成家庭重擔，而生育一兩個小孩則有助提升家庭生活質素，香港人口的增長幅度亦從此放緩。這是一種跟中國大陸強制“一胎化”不一樣的倡導節育運動，香港的節育運動雖然是自願性的，但由於家庭觀念改變，女性在職人口增加，以及租金及物價等外在原因，使香港的出生率與戰後嬰兒潮時代相比出現明顯的下降。
近年來中國大陸的居民到香港生孩子已成為趨勢，主要目的是逃避大陸嚴苛的計劃生育政策，还有渴望新生的孩子獲得香港居留權。其他地區非香港居民（例如中國大陸）如要生孩子需要繳付39,000港元服務費，若未經預約的緊急產子，收費為90,000港元。雖然近年港府在控制人口方面比殖民地時期來得寬鬆，以應對香港面臨的人口老化和勞動力萎縮，但由於大量中國內地居民湧港生小孩引發香港社會問題。現在，港府通過行政措施管制，已見成效。

#### 中華民國
中華民國政府在1950年代至1970年代推行的一系列計畫生育政策。因國共內戰後中國國民黨帶了100多萬的軍民來台，再加上醫療進步、死亡率降低等因素，讓台灣人口迅速增加。政府出於減緩人口膨脹的目的，提出了家庭計畫。此計畫促使台灣人口自然增加率的下降，改變了「多子多孫」、「養兒防老」的傳統觀念，增進了生育相關知識。
2024年蔡政府鼓勵生育，多項福利政策。

#### 印度

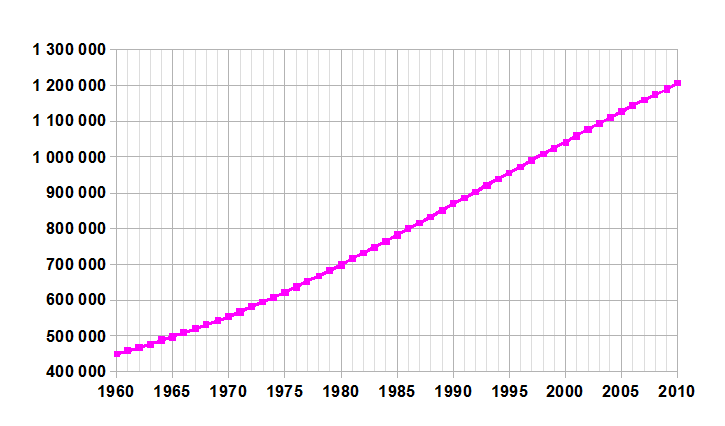
印度人口增长, 从1960年的4.43亿到2010年的12亿多

印度是世界上首個正式提倡「計劃生育」政策的發展中國家，早在1952年，印度政府就提出要节制生育。
1976年，印度总理甘地夫人曾采取强硬措施推行节育，引起廣大民眾的強烈不满，导致她在之后一年的大选中落败。其后上台执政的印度人民党隨即抛弃了甘地夫人的强制节育计划，并宣布了一项新的人口政策——家庭幸福工程。此工程主要內容是節育以自愿为原则。在此后的历次大选中，没有任何政治家敢再提出強制節育的口號。
2000年2月，印度政府出台了新的人口政策，提出多項措施鼓勵節育，包括独生子女在职人员家庭，可在住房上得到较好待遇，做绝育最多的村子可优先获得饮水、灌溉和更多的福利保障，对「晚」生「稀」生的妇女给予现金奖励，向做绝育的国民赠送自行车，为绝育的男子办理持枪执照等。尽管这是印度历史上首个控制生育的纲要性文件，但仍未就一对夫妇到底可以生育几个孩子作出具体规定，更没有将其上升到法律的高度，不具有强制性，只是大致规划了到2045年实现人口零增长。文件同时决定成立国家人口委员会，由印度总理担任负责人。
随着经济发展，印度的生育率稳步下降，到2012年已经降至2.4%，和世界平均水平持平，略高于世代更替水平。

#### 孟加拉
1982年3月侯赛因·穆罕默德·艾尔沙德当选总统以来，孟加拉国一直强调控制人口的重要性，并把人口问题作为国家的第一问题。为确保人口控制计划的实施，艾尔沙德总统亲自出任全国人口控制委员会主席，领导全国的计划生育工作。经过数年的努力，孟加拉国人口增长率由3.2%降至目前的2.4%。而艾尔沙德总统则荣获1987年联合国人口奖，表彰他对控制人口做出的贡献。如今，孟加拉国实行鼓励少生政策，即“一个最好，两个足够”，而对超生并没有处罚措施。

#### 烏茲別克斯坦
烏茲別克斯坦總統卡里莫夫曾在2010年實施了強制性的计划生育政策，对已有两个或三个子女的女性强制绝育，甚至發生強摘女性子宮以達到絕育目的的不人道手術。

#### 伊朗
1956年至1986年期间，伊朗的人口以每年超过3%的速度快速增长，但在1980年代末和1990年代初，政府启动了一项重要的人口控制计划后，人口增长率开始下降。到2007年，增长率下降到每年0.7%，出生率为每1000人17人，死亡率为每1000人6人。联合国的报告显示，伊朗的计划生育政策是有效的，该国的生育率下降幅度最大。联合国经济和社会事务部人口司表示，1975年至1980年间，总生育率为6.5。伊朗2005年至2010年出生率的预计水平不到两个。
但是2012年7月底，伊朗最高领袖阿里·哈梅内伊称伊朗的避孕服务及控制人口是“错误的”，伊朗当局正在削减生育控制计划，一家西方报纸《今日美国》称这是其长期政策的“重大逆转”。削减计划和对大家庭的高层次呼吁是否会成功尚不清楚。

### 非洲

#### 奈及利亞
尼日利亚是非洲人口第一大国、世界人口第7大国，人口已达1.97亿。據預測，到了2050年左右，尼日利亞人口将超3亿，取代美國，成為世界人口第3多的國家。2100年，尼日利亚人口更将达到15亿，超过中国，成为全世界人口最多的国家。尼日利亚正面临着严重的人口问题，一直想要推行计划生育政策，但由于传统文化的阻碍，效果甚微。
尼日利亚计划生育历史可以追溯到巴班吉达军政府统治时期（1985年-1993年），这一时期曾推出一项法令：每个妇女最多只能生4个孩子。但由于遭到大量反对声音，政策未能实行。
2012年，时任尼日利亚总统古德勒克·乔纳森首次提出要控制该国孩子的出生量，并支持广泛实施计划生育。他强调人口调控尽管很敏感，但政府不能毫无作为使得人口问题无法控制。他还表示尼日利亚将制定计划生育法案。但此举遭到反对派和宗教领袖指责。
尼日利亚吉加瓦州政府官员巴法说，在尼日利亚连提计划生育这个字眼都很难。因为尼日利亚传统观念中为一夫多妻，而且没有避孕一说，甚至存在“4个老婆，19个孩子”这一现象。尼日利亚前卫生部长穆哈麦德·佩特称尼日利亚正面对一些很复杂的问题。
2018年，尼日利亚计生委员会主席、人口专家艾济科（Ejike Oji）博士说：“过去12年间，尼日利亚人口增长空前迅速，暴增了5800万人，出生率高达3.2%，但经济增长和结构转型的速度又非常缓慢，这导致国民越来越穷。”

#### 剛果民主共和國
刚果民主共和国多家部门正在实行计划生育战略中，这是一个以控制人口，提高人口素质为目的的计划生育政策。据统计，在2013年至2017年的仅仅4年时间内，首都金沙萨已婚妇女中现代避孕措施的普及率已从18.5％增加到26.7％，和全国范围内的7.8％相比遥遥领先。但是刚果民主共和国的计划生育政策面临巨大挑战。 2017年该国16,465个卫生设施中，只有40％提供计划生育服务。采取的措施包括在各种渠道推广补贴避孕药及卫生设施服务。在护理学校推行制度化，让学生作为社区服务。但刚果民主共和国的计划生育方面与其他撒哈拉以南非洲国家相比已经取得了重大进展。

#### 肯尼亚
2009年1月12日，肯尼亚计划、国家发展与2030年远景规划部国务部长奥帕拉尼亚曾表示，肯尼亚必须大力推行计划生育，并认为人口增长过快会阻碍经济发展，应制定人口政策和规划来实现肯尼亚的2030年远景规划。他还表示政府将筹集更多资金，迅速解决计划生育问题。据统计，肯尼亚2008年的人口出生率为4.92%，远高于2.5%的国际水平。

### 南美洲

#### 巴西
2018年，巴西南里奥格兰德州西部夸拉伊（Quaraí）市政府在城市医院的门前推出了一则有关“计划生育”的宣传牌，上面写着：“有能力养再生孩子”。
这则议案由该市前任市长黑卡尔多在任时提出。在广告语下面，有小字的解释：“如果没有好的心理、个人情况及经济条件，要想好再要孩子，由你自己选择和把握。”市卫生局长法比娅娜说：“之所以我们选择了这样有冲击力的句子，是为了引起人们的注意，引起大家的讨论，因为养育子女是需要深思熟虑的。”州医疗协会也支持这一广告，负责人说：“这是一问题关乎道德伦理，医生会尊重患者的选择，这一广告本身不存在问题，目的在于让人们对这一问题能有思考。”南大河州检察院儿童和青少年保护部门负责人西纳拉也对这一宣传持肯定态度。

#### 秘魯
1996年至2000年间，秘鲁总统阿尔韦托·藤森实行强制计划生育，据统计约有30万女性被迫节育。但秘鲁政府称这是自愿手术节育计划，目的是摆脱贫困。被节育的男性和女性大多是说着本土的克丘亚语，不认识西班牙语的贫穷阶级。该政策被认为是“有指标的”，即节育手术要达到一定的人数和比重。